# Дао-ван
Дао-ван (кит. трад.: 悼王; піньїнь: Dào) — 13-й ван Східної Чжоу, син і спадкоємець Цзін-вана. Був першим правителем Чжоу періоду Чжаньґо.
Звався Мен-гун, був старшим сином Цзін-вана. У 520 році до н.е. за підтримки знаті повалив впливового батьківського фаворита Бін Ці, який намагався посадити на трон Чао-гуна, сина Цзін-вана від наложниці. Правління Дао-вана (змінив з Мен-гуна) було нетривалим. Менше, ніж за рік Дао-вана вбив його брат принц Чао. Престол по його смерті успадкував Цзін II. Але вимушений був стикнутися з заколотом Чао-гуна.